# Кастелнуово Белбо
Кастелнуово Белбо (итал. Castelnuovo Belbo) је насеље у Италији у округу Асти, региону Пијемонт.
Према процени из 2011. у насељу је живело 681 становника. Насеље се налази на надморској висини од 125 м.

## Становништво
| 1936. | 1951. | 1961. | 1971. | 1981. | 1991. | 2001. | 2011. |
| ----- | ----- | ----- | ----- | ----- | ----- | ----- | ----- |
| 1.846 | 1.563 | 1.299 | 1.118 | 1.043 | 878   | 930   | 895   |